# 堊鮨
堊鮨（Serranus tortugarum，Chalk Bass），為輻鰭魚綱鱸形目鱸亞目鮨科的其中一種，分布於西大西洋區，從美國佛羅里達州南部至加勒比海海域，棲息深度12-396公尺，體長可達8公分，生活在沙底質、礫石底質海域，為底棲性魚類，屬肉食性，以浮游生物為食，可作為觀賞魚。

## 外部連結
- 這種魚每天變性20次！還會跟伴侶交換性別 （页面存档备份，存于）
- 堊鮨的图片 （页面存档备份，存于）